# Sphecosoma trinitatis
Sphecosoma trinitatis är en fjärilsart som beskrevs av Rothschild 1911. Sphecosoma trinitatis ingår i släktet Sphecosoma och familjen björnspinnare. Inga underarter finns listade i Catalogue of Life.